# Sara Wedlund
Sara Christina Wedlund, född 27 december 1975 i Vällingby församling i Stockholm, död 11 juni 2021 i Vällingby distrikt i Stockholm, var en svensk friidrottare som tävlade för Hässelby SK i mitten på 1990-talet. Hon var en av Sveriges främsta kvinnliga långdistans- och terränglöpare. Wedlund utsågs 1997 till Stor Grabb/Tjej nummer 435.

## Biografi
Som ung spelade Sara Wedlund fotboll och som 13-åring började hon med friidrott. Ungefär vid samma tidpunkt som hon började med friidrott drabbades hon av anorexi. Men all hennes träning var inte så kallad ”förbränningsträning” utan byggde också, med tiden, muskler. Hon slog igenom 1995 som 19-åring och satte det året nytt svenskt rekord på både 5 000 meter i sitt första lopp på sträckan och den udda sträckan 2 000 meter. På en gång blev hon Sveriges nya löpardrottning och en framtidens friidrottsstjärnor. Efter genombrottsåret 1995 skrev hon på sponsorkontrakt med Matteus fondkommission.
År 1997 drabbades Sara Wedlund av ett otal skador och tackade nej till friidrotts-VM i Grekland. År 1998 drabbades hon av nya skador som förstörde hela säsongen. År 1999 förstörde försvagade muskler i hennes högra ben den säsongen. År 2003 hade hon ännu allvarliga tankar på comeback, men en segdragen skada i höger ben grusade hennes drömmar. Dessutom hade hon ännu inte blivit kvitt sin anorexi. När hon sprang fick hon kramp i ljumsken, vilket fick till följd att benet slängde till (det drog åt ett håll under löpningen). Läkarna kunde efter händelsen inte fastställa orsaken. Några år före sin död fick Wedlund diagnosen glutenintolerans. Då hon lämnade idrottskarriären inriktade hon sig i stället på studier vid tekniska högskolan och tandläkarhögskolan.
Wedlund avled den 11 juni 2021, 45 år gammal. Hon är gravsatt i minneslunden på Råcksta begravningsplats.

## Meriter

### 5 000 m
- 1995 – Final (9:e plats) vid VM i Göteborg[16]
- 1996 – Final (11:e plats) vid OS i Atlanta[17]

### 3 000 m
- 1996 – Guld vid inomhus-SM i Borlänge
- 1996 – Silver vid inomhus-EM i Stockholm[18]
- 1996 – Brons i Stockholm Games[19]

### Terränglöpning
- 1995 – Silver vid terräng-EM[20]
- 1996 – Guld vid terräng-EM i Belgien[20]
- 1995 - 2:a plats i Lidingöloppet (15 km)[21]
- 1996 – 1:a plats i Lidingöloppet (15 km)[21]
- 1997 - 2:a plats i Lidingöloppet (15 km)[21]
- 1997 – 2:a plats i terräng-NM (Nordiska mästerskapen)[22]
- 1998 – Silver vid terräng-SM i Norrtälje[23]

### Övriga lopp
- 1995 – Silver på 1500 m vid SM
- 1996 – Guld på 1500 m vid inomhus-SM

### Rekord
Sara Wedlund innehade till och med september 2021 det svenska utomhusrekordet på 2 000 meter, då det slogs av Meraf Bahta; på 3 000 meter innehade hon rekordet fram till maj 2016 då hon blev av med det till Meraf Bahta. Wedlunds rekordtid var 5.52,22 på 2 000 meter och 8.48,87 på 3 000 meter. Bahta slog sistnämnda rekordet med drygt 5 sekunder.
Vidare innehar hon fortfarande (juni 2021) det svenska inomhusrekordet på 5 000 meter med tiden 15.06,49.

## Utmärkelser
- 1996 – Victoriastipendiet[25]